# Eerste maarschalk van het Rijk

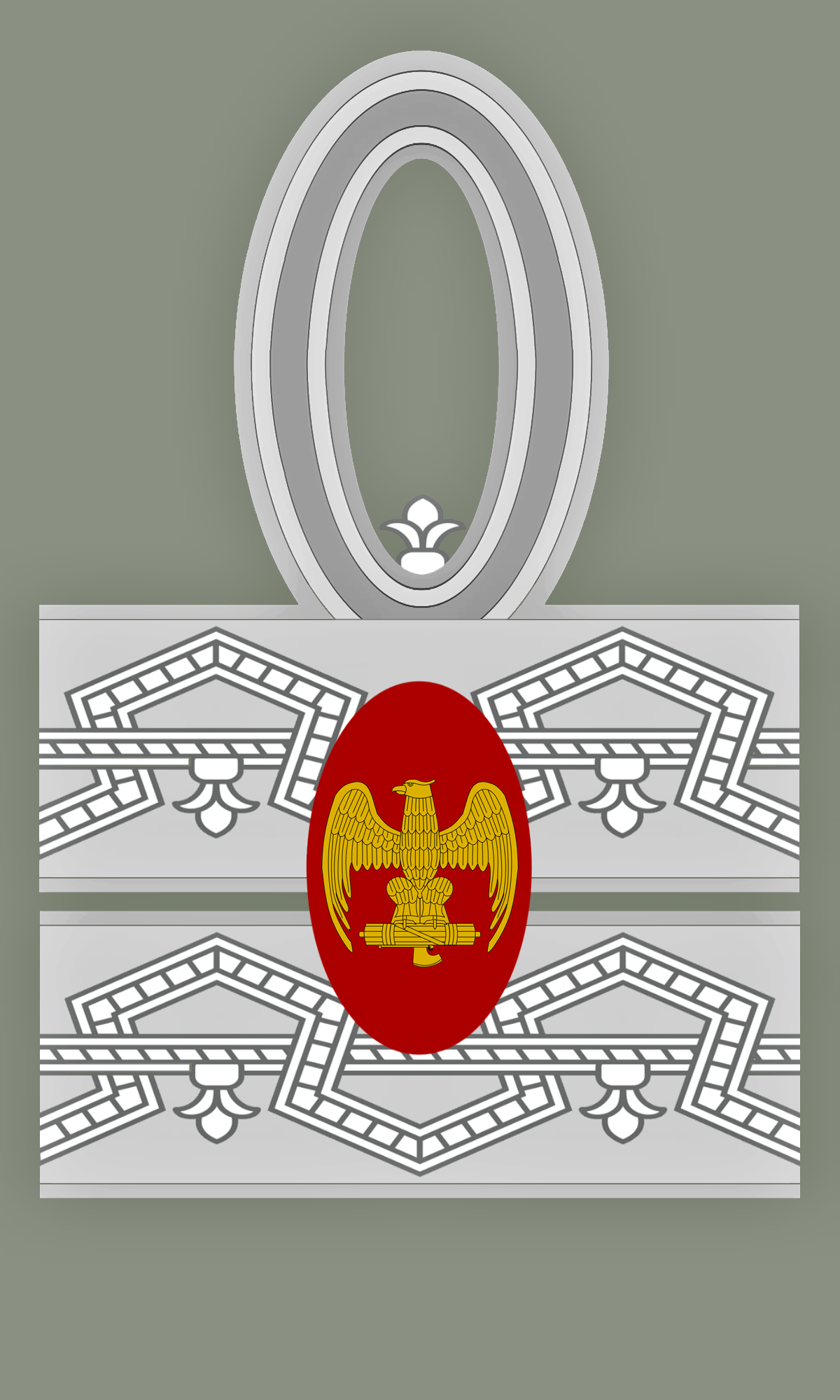
Het onderscheidingsteken van de Eerste maarschalk van het Rijk

Eerste Maarschalk van het Rijk (Italiaans: Primo Maresciallo dell'Impero) was een militaire rang die ingevoerd werd door het Italiaanse parlement op 30 maart 1938. Het was de hoogste rang in het leger van Italië en werd enkel toegekend aan Benito Mussolini en koning Victor Emanuel III. De rang werd afgeschaft na de Tweede Wereldoorlog.
Mussolini's beslissing een nieuwe militaire rang te creëren voor zichzelf en de koning veroorzaakte een crisis tussen hemzelf en Victor Emanuel III. Voor de eerste keer in de geschiedenis van het Huis Savoye had de premier van Italië een even hoge rang als het hoofd van het koningshuis, waardoor Mussolini zo het opperbevel had over de Italiaanse strijdkrachten, iets wat enkel voor de koning was weggelegd onder de voorwaarden van Statuto Albertino, de Italiaanse grondwet.